# 663

## Събития
- Неизвестен монах прави първото изкачване на планината Фуджи в Япония.